# Zdzisław Wołk
Zdzisław Janusz Wołk – polski pedagog, dr hab., profesor Instytutu Pedagogiki Wydziału Pedagogiki, Psychologii i Socjologii Uniwersytetu Zielonogórskiego.

## Życiorys
Obronił pracę doktorską, następnie uzyskał stopień doktora habilitowanego. 3 czerwca 2013 nadano mu tytuł profesora w zakresie nauk społecznych. Został zatrudniony na stanowisku profesora nadzwyczajnego w Zakładzie Pedagogiki Społecznej na Wydziale Pedagogiki, Socjologii i Nauk o Zdrowiu Uniwersytetu Zielonogórskiego, prorektora na Uniwersytecie Zielonogórskim i Wyższej Szkole Pedagogicznej im. Tadeusza Kotarbińskiego w Zielonej Górze, kierownika Katedry Pedagogiki Społecznej Wydziału Pedagogiki, Psychologii i Socjologii Uniwersytetu Zielonogórskiego.
Jest profesorem w Instytucie Pedagogiki na Wydziale Pedagogiki, Psychologii i Socjologii Uniwersytetu Zielonogórskiego i członkiem zarządu Polskiego Towarzystwa Profesjologicznego.